# Kiều Tây, Trương Gia Khẩu
Kiều Tây (chữ Hán giản thể: 桥西区) là một quận thuộc địa cấp thị Trương Gia Khẩu, tỉnh Hà Bắc, Cộng hòa Nhân dân Trung Hoa. Quận Kiều Tây có diện tích 141 ki-lô-mét vuông, dân số năm 1999 là người.. Mã số bưu chính của Kiều Tây là 075061. Chính quyền quận Kiều Tây đóng ở đường Tây Bá Cương. Quận Kiều Tây được chia thành 7 nhai đạo, 1 trấn và hương. Tổng cộng có 19 ủy ban thôn, 38 ủy ban xã khu cư. Đây là quận thương mại, công nghiệp trung tâm của Trương Gia Khẩu, nơi tập trung các công tình kiến trúc cổ của thành phố.